# Haak om Leeuwarden
De Haak om Leeuwarden is een rijksweg en een verlegging van Rijksweg 31. De weg ligt aan de zuid- en westkant van de stad Leeuwarden. Het tracé loopt vanaf Marssum, even ten westen van Leeuwarden, in een vloeiende bocht in zuidoostelijke richting, en biedt na een vertakking bij het knooppunt Werpsterhoek aansluiting op de bestaande Rijksweg 31 en A32.
De weg heeft 2x2 rijstroken. Voor de kruising met het Van Harinxmakanaal is een aquaduct gepland. Bij Werpsterhoek verrijst mogelijk het nieuwe Station Leeuwarden Werpsterhoek met transferium. De nieuwe westelijke invalsroute van Leeuwarden, eveneens voorzien van een aquaduct onder het Van Harinxmakanaal, zal aansluiten op de Haak om Leeuwarden. In de zomer van 2011 werd begonnen met de bouwvoorbereidingen en volgens de planning is de weg in december 2014 opengesteld.
Voorheen werd deze verbinding gevormd door verbindingswegen met gelijkvloerse kruispunten, wat zorgde voor verkeersopstoppingen in de spits door vermenging van doorgaand verkeer met verkeer dat de stad in- en uitgaat. Tevens liep de weg dwars door het gebied waar gebouwd wordt aan het nieuwe stadsdeel De Zuidlanden.

## Voorgeschiedenis
In 1997 werd door Rijkswaterstaat, de provincie Friesland, het stadsgewest Leeuwarden en de Gemeente Leeuwarden een studie gestart naar de verkeerssituatie rondom Leeuwarden. Een van de conclusies van dit onderzoek was dat het aanleggen van een nieuwe verbinding essentieel is in het oplossen van de problemen bij de verkeersafwikkeling op de Rijksweg 31. Naar aanleiding van een verkenningenstudie heeft de minister van Verkeer en Waterstaat in oktober 2001 de regio groen licht gegeven voor een planstudie, die uiteindelijk heeft geresulteerd in een aantal mogelijk tracés.
In november 2006 werd door de minister van Verkeer en Waterstaat, op basis van de Trajectnota/MER, de verschillende inspraakreacties en het advies van Rijkswaterstaat Noord-Nederland, de gemeenten Littenseradeel, Menaldumadeel en Leeuwarden en de provincie, een voorkeur uitgesproken voor het Midden-oost alternatief, dat sindsdien verder werd uitgewerkt.

## Tracébesluit
Het Ontwerp Tracébesluit Rijksweg 31 Leeuwarden werd op 15 april 2009 ondertekend door de ministers Cramer (VROM) en Eurlings (Verkeer & Waterstaat). Bij de goedkeuring door de Leeuwarder gemeenteraad op 31 augustus 2009 kwam naar voren dat Rijkswaterstaat nog zorgen heeft over de veiligheid van het toekomstige knooppunt Werpsterhoek. Het complexe ontwerp van het knooppunt zou tot problemen kunnen leiden. Daarom is besloten een aantal bochten in verbindingswegen te verruimen en geen weefvakken te maken. Oud-minister Camiel Eurlings heeft in februari 2010 het tracébesluit voor de aanleg getekend. In mei 2010 werd overeenstemming bereikt tussen de provincie en het rijk over de financiering van de Haak om Leeuwarden en enkele andere wegenprojecten in Friesland. Begin 2012 werd gestart met voorbereidende werkzaamheden door de aannemerscombinatie De Heak Súd. Het project is eind 2014 afgerond.

## Protesten
Voornamelijk uit de hoek van natuur- en milieuorganisaties en inwoners van omliggende dorpen bestaat er al jarenlang verzet tegen de plannen voor de Haak om Leeuwarden. Zij betwisten het nut van de Haak en de uitbreidingsplannen van Leeuwarden op de langere termijn en wijzen op de onherstelbare schade die wordt aangedaan aan de natuurwaarde van het landschap ten zuiden van Leeuwarden.